# Боске, Ален
Але́н Боске́ (фр. Alain Bosquet, при рождении Анатолий Александрович Биск; 28 марта 1919, Одесса — 8 марта 1998, Париж) — французский поэт, прозаик, критик, преподаватель литературы.

## Биография
Родился в семье поэта и переводчика Александра Йоахимовича (Акимовича) Биска и Баси Ушеровны (Бетти Александровны) Биск. В 1919 году семья Бисков эмигрировала в Болгарию, в Варну, а в 1925 году переехала в Брюссель, где Анатолий пошёл в школу. В 1938 году будущий писатель поступил в Брюссельский свободный университет, во время учёбы тесно сотрудничал со всевозможными периодическими изданиями. 
В начале Второй мировой войны начинает службу в бельгийской армии, после капитуляции которой переезжает во Францию и вступает во французские Вооружённые силы. В 1942 году, уже под именем Алена Боске, эмигрирует в Соединенные Штаты, где работает ответственным секретарём редакции газеты «La Voix de la France» («Голос Франции»). В Нью-Йорке он знакомится и заводит дружбу со многими жившими в изгнании европейскими писателями и деятелями культуры, среди которых Морис Метерлинк, Жюль Ромэн, Томас Манн, Герман Брох, Марк Шагал, Бела Барток.
В 1944 году Ален Боске служил при штабе американских войск под командованием Дуайта Эйзенхауэра, участвовал в высадке в Нормандии (Франция). В апреле 1945 года был одним из первых, вошедших в концентрационный лагерь Бухенвальд при его освобождении. С 1945 по 1951 год был специальным советником в четырёхстороннем Союзническом Контрольном совете в Берлине.
В 1951, после возвращения в Париж, продолжает учёбу в Сорбонне. В дальнейшем преподавал французскую литературу в университетах США и американскую — во Франции, составил авторитетные антологии современных американских и французских поэтов, основал и редактировал литературный журнал «Nota Bene» (1981—1995), сотрудничал с радио и ведущими издательствами Франции, гражданство которой получил в 1980 году.
Член бельгийской Королевской академии французского языка и литературы, лауреат многочисленных литературных премий. Награждён французским орденом Почётного легиона (офицер) и Бронзовой звездой США за военную службу и доблесть. Умер после продолжительной болезни накануне своего 79-летия, похоронен на кладбище Монмартр.

## Литературные произведения
Для поэтичеcких сборников Боске характерны близость к сюрреализму, использование изысканных, часто парадоксальных метафор, лаконизм в выражении мыслей и чувств: «Синкопы» (Syncopes, 1943), «Жизнь ушла в подполье» (La vie est clandestine, 1945), «В память моей планеты» (A la mémoire de ma planète, 1948), «Мёртвый язык» (Langue morte, 1953), «Первое завещание» (Premier testament, 1957), «Второе завещание» (Deuxième testament, 1959), «Четыре завещания и другие стихотворения» (Quatre testaments et autres poèmes, 1967), «Муки Божии» (Le Tourment de Dieu, 1987) и др. Многие из них переведены почти на все европейские языки. Автор романов: «Полное затмение» (La grande éclipse, 1952), «Ни обезьяна, ни Бог» (Ni singe, ni Dieu, 1953), «Мексиканская исповедь» (La Confession mexicaine, 1965) и др., автобиографий «Русская мать» (Une mère russe, 1978), «Письмо моему отцу, которому было бы 100 лет» (Lettre à mon père qui aurait eu 100 ans, 1987), пьес: «Заключенный в Освенциме» (Un détenu à Auschwitz, 1991); «Кафка-Освенцим» (Kafka-Auschwitz, 1993), рассказов, эссе, переводов поэзии (Лоренса Даррелла и Васко Попа).

## Переводы на русский язык[13]
- Избранные стихотворения. Сост. и пер. с фр. под ред. М. Ваксмахера; предисл. Е. Винокурова. Пер. Г.Русакова, Ю.Стефанова, Н.Стрижевской и др. — М.: Радуга, 1984. — 184 с., илл.
- Слова и люди: Стихи. Пер. с фр. М. Кудинова. — М.: Культура, 1994. — 129, [1] с. ISBN 5-8334-0048-1
- Русская мать: Роман. Пер. с фр. Е. Л. Кассировой. — М.: Текст, 1998. — 333,[1] с. ISBN 5-7516-0136-X
- Прощание: Роман; С блеском прожить незамеченным…: Из записных книжек. Вступ. ст. Андрея Вознесенского; [Пер. с фр. Н. Поповой и др.]. — М.: Наталья Попова: Кстати, 2001. — 270, [1] с. ISBN 5-88113-010-3